# Cristina Villanueva Ramos
Cristina Villanueva Ramos (Tiana, Barcelona, 1976) és una periodista i presentadora catalana.
Es llicencià en Periodisme l'any 1998 a la Universitat Autònoma de Barcelona. Des de l'any 1997 treballava al canal Teledeporte de RTVE comentant esdeveniments esportius com el Mundial de Natació de Barcelona o els Jocs Olímpics d'Estiu 2004. El 2004 passaria a presentar els informatius de La 2, fins que l'any 2006 fou fitxada per La Sexta per dirigir un dels seus programes informatius.
A La Sexta porta l'edició de cap de setmana de La Sexta Notícies i participa, al costat d'Helena Resano i Mamen Mendizábal en l'espai d'entrevistes Sexto Sentido. El març de 2007 deixa aquest programa per ocupar-se de La Sexta Noticias i del programa de futbol No me digas que no te gusta el futbol, que va conduir al costat de Juanma López Iturriaga fins al maig de 2008.
Entre els reconeixements periodístics que ha rebut destaquen el prestigiós Premi Larra de Periodisme de l'APM. També ha recollit un premi Ondas (en conjunt per a l'equip de La 2 Notícies) i un TP d'Or (en grup per les retransmissions esportives).
Va presentar Verano Directo cada tarda de 18 a 20 h. des de l'11 de juliol fins al 23 de setembre de 2011 a La Sexta.